# Paquiro
Francisco de Paula José Joaquín Juan Montes Reina, más conocido como Paquiro (Chiclana de la Frontera, 13 de enero de 1805-Madrid, 4 de abril de 1851), fue un torero español.

## Biografía
Nacido en la calle La Vega n.º 33 en Chiclana de la Frontera el 13 de enero de 1805, aunque el dato del domicilio no es seguro. Era hijo de Juan Félix Montes, natural de Puerto Real, administrador del marqués de Montecorto y de María de la Paz Reina de Chiclana. Su nacimiento y bautismo están registrados en el tomo 39, folio 336 en la Parroquia de San Juan Bautista. Contaba cinco años cuando los franceses ocupaban Chiclana quedando asombrado de los bordados y brillantes dorados de los oficiales franceses —posiblemente esto influyó en la elaboración del futuro traje de luces—. Recibió una buena educación, su familia deseaba que se hiciera cirujano en el Real Colegio de cirugía de Cádiz y era un hombre ilustrado. La pérdida de la desahogada posición de su padre le hizo abandonar la idea y empezó a trabajar de albañil. Su familia abandona su cómoda casa y se trasladan a la calle Bodega, cerca del matadero. Aquí tendría contacto con el ganado bravo.

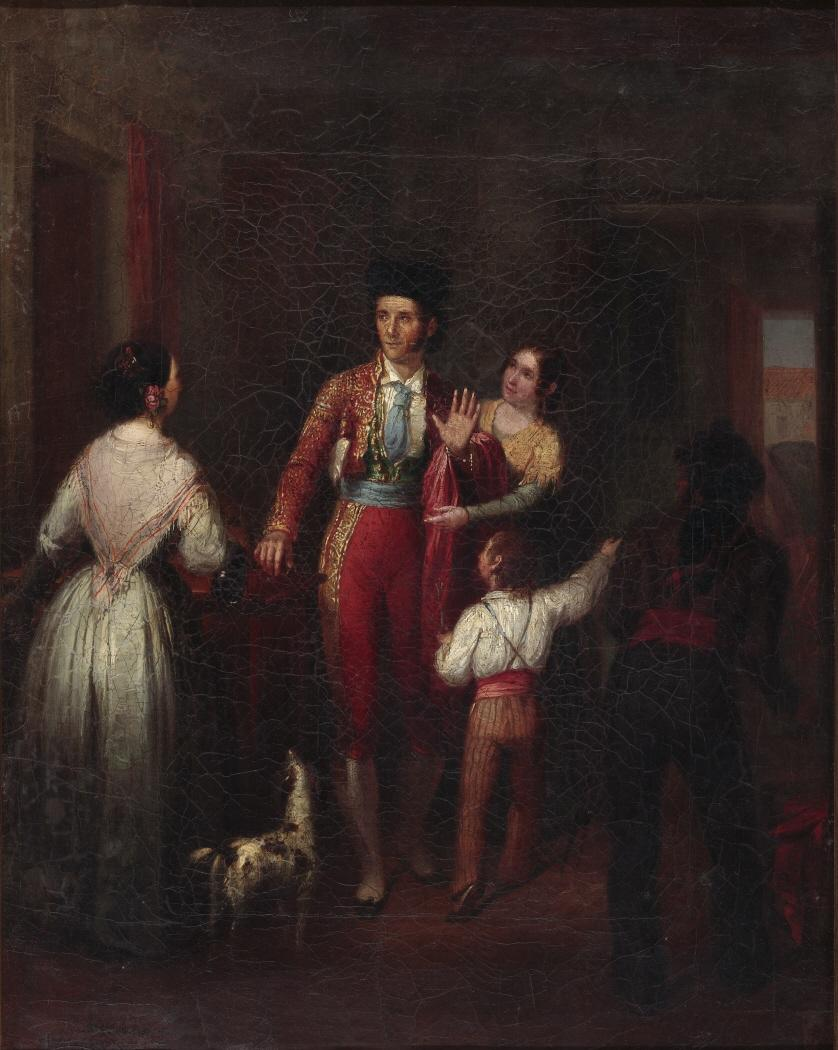
Ángel María Cortellini: Francisco Montes antes de la corrida, óleo sobre lienzo, 39,30 x 30,40 cm, Madrid, Museo del Romanticismo.

Su primera aparición en un cartel de toros será en El Puerto de Santa María el 1 de junio de 1830, y en él aparece como sobresaliente de espada. El 24 de noviembre de ese año se presentó en la Escuela de Tauromaquia de Sevilla que dirigía el maestro Pedro Romero, para recibir clases mientras no había corridas por la estación invernal. La escuela empezó a funcionar el 3 de enero de 1831 matando Paquiro toros desde las primeras clases. Algunos autores señalan que el acudir a la misma fue para perfeccionar su forma de matar, talón de Aquiles en su carrera. En los primeros días de marzo se traslada a Madrid llevando una carta de presentación para el conde de la Estrella, su protector a la sombra. Comienza de lidiador de alternativa, ganando 1800 reales por corrida y el día que se celebran toros por la mañana y por la tarde cobrará 2200 reales.
Toma la alternativa en Madrid el 18 de abril de 1831, de manos de Juan Jiménez Morenillo, que le cedió la muerte de un toro de Gaviria. No hubo paseíllo y la corrida comenzó a las cuatro de la tarde. Era la inauguración de la temporada y estaban encerrados tres toros de Manuel Gaviria, ganadería de divisa encarnada y tres de Manuel Bañuelos, toros de Colmenar Viejo. Paquiro mató el primero y cuarto —uno de Gaviria y otro de Bañuelos— muy manso recibiendo de este un puntazo junto al codo. Fue su bautizo de sangre. Alternó con Morenillo y Romero Carreto. Según las crónicas el joven Paquiro estuvo sereno y con mucho asiento, haciendo buenos quites. Fue anunciado el lunes siguiente, día 25, sin tener cerrada aún la herida del codo.

### Innovador de la lidia
Discípulo de Pedro Romero en la Escuela de Tauromaquia de Sevilla, fue gran innovador de la lidia, especialmente en la suerte de capote. Desde 1840 tuvo una rivalidad histórica con Cúchares con quien  compartió los mayores reconocimientos de la época. Se le consideraba un excelente lidiador, pero nunca fue un portento con la espada, por el contrario, era de fama su estocada atravesada. Durante años fue el torero mejor pagado y el que más corridas tenía cada año. En Madrid la afición le quería mucho. Fue primera figura. Fue un fenómeno indiscutible. Torero completísimo y le llamaron «Napoleón de los toreros». Tenía una fuerza hercúlea y mucha agilidad. Protegió al también célebre torero José Redondo el Chiclanero.
Prosper Mérimée destacó su valor y fuerte personalidad ante los toros, que transmitía confianza a su cuadrilla. De él se decía que había sido voluntario realista y que era cangrejo, es decir, moderado sin que por ello ni los progresistas en el Gobierno pidieran sustraerse del entusiasmo general. Pero sus maneras aristocráticas desentonaban con el comportamiento de otros toreros. Cuenta Mérimée que se negó a comer con ellos cuando invitó a comer al picador Francisco Sevilla, quien, con su «habitual franqueza», le dio su opinión sobre Montes: 

Montes no fue realista; es buen compañero, luciente matador, atiende a los picadores; pero es un p... Esto quiere decir que fuera de la plaza viste de frac, no va a la taberna y tiene modales finos.

Y concluía Mérimée: «Sevilla es el Mario de la Tauromaquia, y Montes el César».
Dio impulso a la renovación de la lidia, aplicándole sentido artístico y creador, reformando el concepto de espectáculo taurino, por lo que se le tiene como al instaurador del toreo moderno. Escribió en 1836 el libro Tauromaquia completa, donde fijó su concepción del toreo, asentó las bases de las reglas del torero y modificó el traje de luces aportando los machos –borlas colgantes–, los adornos con lentejuelas y alambres, indicó las modificaciones en la chaquetilla con las aperturas bajo la axila para facilitar el movimiento. Impuso el uso de la gorra de torear simulando el uso de casco de los caballeros alanceados, que en honor a su apellido se comenzó a llamar «montera».

#### El ocaso
Como algo propio de su arrojo, recibió numerosas cornadas las cuales, unido a una afición no demasiado discreta por la bebida, disminuyeron sus capacidades. Se había retirado ya en 1847 con fama de leyenda, sin embargo decide regresar al ruedo en 1850 para ayudarse a financiar sus inversiones en el negocio del vino que no le habían deparado demasiado éxito. Lamentablemente, el Paquiro que regresa no es el mismo que llegó a torear 24 toros en dos días en Zaragoza entre el 13 y 14 de octubre de 1832.   El 21 de julio de 1850 recibió una cornada en una pierna propinada por el toro «Rumbón» en Madrid, la cual lo alejó definitivamente de los ruedos y le ocasionó una larga y dolorosa convalecencia de la que no habría de recuperarse, falleciendo el 4 de abril de 1851 a causa de unas fiebres. En Chiclana de la Frontera está el museo dedicado a este matador romántico, donde se encuentra, entre otras muchas piezas de la época, el mencionado libro Tauromaquia completa de 1836.

## Familia
Se casó en secreto con Ramona Josefa María Mercedes Juan de Alba de 21 años. Francisco Montes tenía 38. En 1849 tuvo un hijo, Juan Ramón Francisco de Paula. El expediente del obispado tiene fecha de 30 de octubre de 1843. Años después de la muerte de su marido, se casaría con Francisco Puerto, picador, cuando solo tenía 29 años. Era conocida como «la Picaora». Francisco y Ramona vivieron en una casa en la calle Santo Cristo n.º 1 regalando a sus hermanas una casa en la Banda. Esta casa aún conserva los azulejos taurinos dedicados al torero. En las últimas voluntades, el torero otorgó su vivienda a su hijo Juan Ramón, pero su abuela materna se atribuyó la guardia custodia. Hasta cinco años después, su madre no inició un expediente judicial para recuperarla. A la muerte del hijo, que falleció con 18 años y siete meses, la viuda se declaró heredera universal de todos los bienes incluida la casa, y en su declaración testamentaria la dejó en herencia a su hija Aurora, una de las dos que tuvo con el picador Francisco Puerto. La casa fue derribada pese a la oposición ciudadana. Como dato curioso, enfrente está la casa de Chiclanero, luego casa Briones y hoy museo de la ciudad. Francisco Montes está enterrado en el cementerio viejo de Chiclana y en concreto en el panteón de los Puerto.